# Ein Lied zieht hinaus in die Welt
Ein Lied zieht hinaus in die Welt ist ein Schlager des deutschen Sängers Jürgen Marcus aus dem Jahr 1975. Komponiert und getextet wurde es von Jack White und Fred Jay.
Marcus nahm mit diesem Lied am deutschen Vorentscheid zum Eurovision Song Contest 1975 teil. Bei der Jury fiel der Titel durch und erreichte nur den neunten Platz.
Nach der Veröffentlichung als Single entwickelte sich das Lied sehr schnell zu einem Bestseller. Es erreichte Platz 3 der deutschen Singlecharts und war der letzte Top-Ten-Hit von Jürgen Marcus. Auch in der Schweiz kam es in die Top Ten.
Im März und April 1975 war Marcus mit dem Lied zweimal in Folge auf Platz 1 in der ZDF-Hitparade.
Coverversionen stammen von Michael Baltus, The Hiltonaires und Andre Lukas.